# Endy Opoku Bernadina
Endy Opoku Bernadina (* 3. května 1995, Boxtel, Nizozemsko) je nizozemský fotbalový útočník ghanského původu, který od července 2016 působí v klubu FO ŽP ŠPORT Podbrezová, kam přestoupil z FK Dukla Banská Bystrica. V lednu 2019 přestoupil do týmu SFC Opava.  

## Klubová kariéra
- PSV Eindhoven (mládež)
- FC Twente (mládež)
- RKC Waalwijk 2014–2015
- RKVV DESO 2015–2016[3]
- FK Dukla Banská Bystrica 2016
- FO ŽP ŠPORT Podbrezová 2016–[4]
- SFC Opava 2019 [5]